# Equalizer
Equalizer je americký akční thriller, jehož režisérem byl Antoine Fuqua. Scénář napsal Richard Wenk podle stejnojmenného televizního seriálu The Equalizer z osmdesátých let, jehož autory byli Michael Sloan a Richard Lindheim. Premiéru měl 7. září roku 2014 na festivalu Toronto International Film Festival a do amerických kin byl uveden 26. září téhož roku; ve stejný den byl představen také v českých kinech. Hlavní roli bývalého vojáka Roberta McCalla ve filmu hraje Denzel Washington, v dalších rolích se zde představili například Chloë Moretzová, Bill Pullman či český rodák Vladimír Kulich.

## Obsazení
| Denzel Washington | Robert McCall    |
| Marton Csokas     | Teddy            |
| Chloë Moretzová   | Teri             |
| David Harbour     | Masters          |
| Haley Bennett     | Mandy            |
| Bill Pullman      | Brian Plummer    |
| Melissa Leo       | Susan Plummer    |
| David Meunier     | Slavi            |
| Johnny Skourtis   | Ralphie          |
| Alex Veadov       | Tevi             |
| Vladimír Kulich   | Vladimir Pushkin |